# Purananuru
| Sangam-Literatur |
| --- |
| Ettuttogai („acht Anthologien“) |
| - Natrinai - Kurundogai - Aingurunuru - Paditruppattu - Paripadal - Kalittogai - Agananuru - Purananuru                                                                             |
| Pattuppattu („zehn Gesänge“) |
| - Tirumurugatruppadai - Porunaratruppadai - Sirupanatruppadai - Perumbanatruppadai - Mullaippattu - Maduraikkanchi - Nedunalvadai - Kurinchippattu - Pattinappalai - Malaipadukadam |

Das Purananuru (Tamil: புறநானூறு Puṟanāṉūṟu [ˈpurən̪aːnuːrɯ] „vierhundert [Gedichte] über puram (Heldentum)“) ist ein Werk der alttamilischen Sangam-Literatur. Es handelt sich um eine Anthologie von 400 Gedichten aus dem Genre der Heldendichtung. Innerhalb der Sangam-Literatur gehört es zur Gruppe der „acht Anthologien“ (Ettuttogai).

## Formale Aspekte
Von den zwei Genres der Sangam-Literatur (Liebes- und Heldendichtung) vertritt das Purananuru das Genre der Heldendichtung (puram). Es enthält 400 Gedichte die, wie der Großteil des Sangam-Korpus, in den Versmaßen Agaval und Vanchi verfasst sind. Die Länge der Gedichte reicht von 4 bis 40 Zeilen. Die Gedichte des Purananuru werden 157 verschiedenen Dichtern zugeschrieben, 14 Gedichte sind anonym. Zwei Gedichte (266 und 268) sind nicht erhalten, einige andere sind fragmentarisch überliefert. Dem Werk vorangestellt ist ein Einleitungsvers mit einer Anrufung des Gottes Shiva. Ein anonymer alter Kommentar existiert für die ersten 266 Gedichte.
Die meisten Gedichte des Purananuru dienen dem Lobpreis eines Herrschers. Im Purananuru werden 43 verschiedene Könige aus den drei großen Dynastien der Chera, Chola und Pandya sowie 48 mindere Häuptlinge besungen. Dazu kommen elegische und gnomische Gedichte.

## Datierung
Die Gedichte des Purananuru werden anhand inhaltlicher und sprachlicher Kriterien zur ältesten Schicht der Sangam-Literatur gerechnet. Die absolute Chronologie der Texte ist nicht sicher, doch wird für die meisten Gedichte des Purananuru ein Entstehungszeitraum zwischen dem 1. und 3. Jahrhundert n. Chr. vorgeschlagen. Das Purananuru enthält aber auch viele Gedichte, die offenbar später entstanden sind. Einige Jahrhunderte nach ihrer Entstehung wurden die ursprünglich mündlich überlieferten Einzelgedichte zu einer Anthologie zusammengefasst.

## Textbeispiel
„அளிதோ தானே பாரியது பறம்பே

நளிகொண் முரசின் மூவிரு முற்றினும்

உழவ ருழாதன நான்குபய னுடைத்தே

ஒன்றே சிறியிலை வெதிரி னெல்விளை யும்மே

இரண்டே தீஞ்சுளைப் பலவின் பழமூழ்க் கும்மே

மூன்றே கொழுங்கொடி வள்ளிக் கிழங்குவீழ்க் கும்மே

நான்கே அணிநிற வோரி பாய்தலின் மீதழிந்து

திணிநெடுங் குன்றந் தேன்சொரி யும்மே

வான்க ணற்றவன் மலையே வானத்து

மீன்க ணற்றதன் சுனையே யாங்கு

மரந்தொறும் பிணித்த களிற்றினி ராயினும்

புலந்தொறும் பரப்பிய தேரினி ராயினும்

தாளிற் கொள்ளலிர் வாளிற் றாரலன்

யானறி குவனது கொள்ளு மாறே

சுகிர்புரி நரம்பின் சீறியாழ் பண்ணி

விரையொலி கூந்தனும் விறலியர் பின்வர

ஆடினிர் பாடினிர் செலினே

நாடுங் குன்று மொருங்கீ யும்மே.“

„Aḷitō tānē pāriyatu paṟampē

naḷi koḷ muraciṉ mūvirum muṟṟiṉum

uḻavar uḻātaṉa nāṉku payaṉ uṭaittē

oṉṟē ciṟu ilai vetiriṉ nel viḷaiyummē

iraṇṭē tīm cuḷai palaviṉ paḻam ūḻkkummē

mūṉṟē koḻum koṭi veḷḷi kiḻaṅku vīḻkkummē

nāṉkē aṇi niṟa ōri pāytaliṉ mīt’ aḻintu

tiṇi neṭum kuṉṟam tēṉ coriyummē

vāṉ kaṇ aṟṟ’ avaṉ malaiyē vāṉattu

mīṉ kaṇ aṟṟ’ ataṉ cuṉaiyē āṅku

marantoṟum piṇitta kaḷiṟṟiṉir āyiṉum

pulantoṟum parappiya tēriṉir āyiṉum

tāḷiṉ koḷḷalir vāḷiṉ tāralaṉ

yāṉ aṟikuvaṉ atu koḷḷum āṟē

cukir puri narampiṉ cīṟu yāḻ paṇṇi

virai oli kūntal num viṟaliyar piṉvara

āṭiṉir pāṭiṉir celiṉē

nāṭum kuṉṟum oruṅk’ īyummē.“

„Des Pari Parambu-Hügel ist voller Gunst.

Auch wenn ihr drei Könige mit den großen Trommeln ihn belagert,

bringt er vierlei Erträge, die anzubauen es keinen Bauern braucht:

Erstens gedeiht das Korn vom Bambus mit den kleinen Blättern.

Zweitens reift die Jackfrucht mit dem süßen Fruchtfleisch.

Drittens wächst die Süßkartoffel mit den dicken Ranken.

Viertens strömt Honig vom festen hohen Hügel.

Dieser Berg ist wie der Himmel,

und die Teiche dort sind wie Sterne am Himmel.

Auch wenn eure Elefanten an alle Bäume angebunden sind,

auch wenn eure Streitwägen über alle Felder verteilt sind,

werdet ihr ihn nicht einnehmen. Mit dem Schwert werdet ihr ihn nicht erhalten.

Ich weiß aber, wie ihr ihn einnehmen könnt:

Wenn ihr auf der kleinen Laute mit den aufgespannten Seiten spielt

und begleitet von Tänzerinnen mit duftendem Haar

tanzend und singend daherkommt,

wird er euch das ganze Land und den Hügel schenken.“